# Kostel Neposkvrněného početí Panny Marie a svatého Ignáce
Kostel Neposkvrněného Početí Panny Marie a svatého Ignáce je římskokatolický chrám na Náměstí Míru v Klatovech. Vznikl jako barokní novostavba v 17. století z iniciativy jezuitského řádu s podporou mecenášů z řad šlechty. S přestávkami probíhala výstavba více než sto let a na výsledné podobě se podíleli přední architekti a umělci (Carlo Lurago, Giovanni Domenico Orsi, Kilián Ignác Dientzenhofer, Jan Hiebel). Od roku 1958 je kostel zapsán na seznamu kulturních památek České republiky.

## Historie
Barokní chrám Neposkvrněného Početí Panny Marie patří k výrazným dominantám Klatov, jeho výstavba souvisí s působením jezuitského řádu a rekatolizací Čech po bitvě na Bílé hoře. Po porážce stavovského povstání získal značný majetek v Klatovech císařský vojevůdce Martin de Hoeff-Huerta. Od něj nemovitosti v Klatovech v roce 1635 získal pro jezuitský řád Albrecht Chanovský, který měl podporu i dalších katolických šlechticů v regionu. Byli to především Martinicové, kteří na Klatovsku vlastnili rozsáhlé statky. Lucie Otýlie Kolovratová, rozená z Martinic (1609–1651), odkázala klatovským jezuitům 50 000 zlatých. Do roku 1655 získali jezuité celkem 17 měšťanských domů, které byly zbourány a na jejich místě byla v roce 1655 zahájena výstavba jezuitské koleje, v roce 1656 byl položen základní kámen kostela. Autorem projektů obou staveb byl architekt Carlo Lurago, kvůli problémům se statikou byla v roce 1666 uzavřena nová smlouva s Giovannim Domenikem Orsim. Hrubá stavba kostela byla dokončena v roce 1671, první mše byla odsloužena v roce 1675, k vysvěcení došlo v roce 1679, tehdy ale kostel nebyl stále zcela dokončen.
V roce 1689 postihl Klatovy rozsáhlý požár, při němž vyhořel i kostel, jeho renovace trvala do roku 1712, znovu byl vysvěcen v roce 1717. Teprve pak byl kostel vybaven a vymalován, vstupní portál z let 1730–1735 je dílem Kiliána Ignáce Dientzenhofera, sochařská výzdoba v nikách průčelí pochází až z roku 1743. Po zrušení jezuitského řádu (1773) převzalo kostel do svého majetku město, po dalším požáru v roce 1791 musely být obnoveny věže, jejich současná podoba pochází z roku 1817.

## Popis

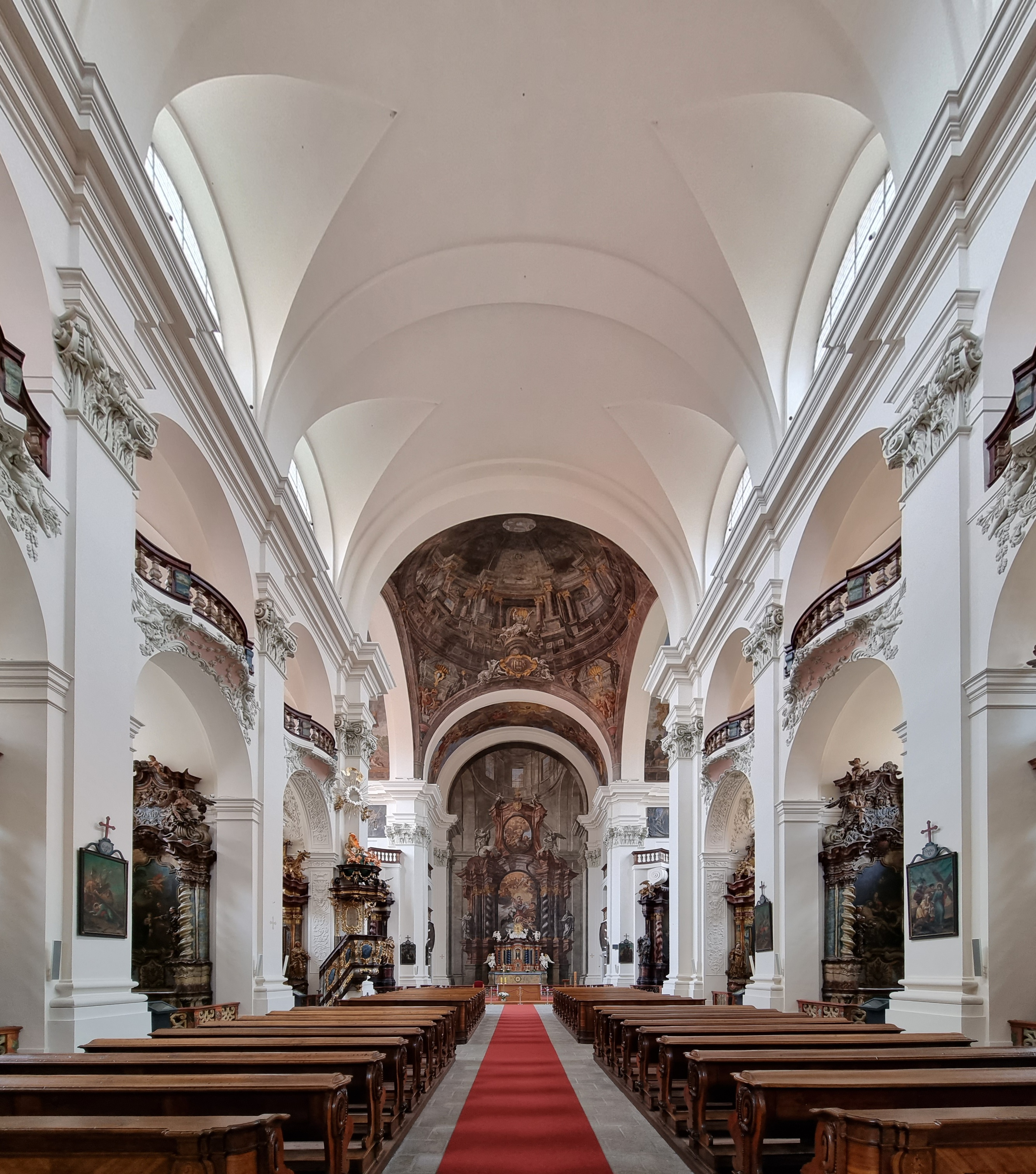
Interiér kostela

Kostel je vystavěn na půdorysu latinského kříže, čímž dodržuje architekturu dalších jezuitských chrámů, vzorem pro Luragův projekt byl kostel Nejsvětějšího Jména Ježíšova v Římě. Tato inspirace je patrná především v bohatě zdobeném vstupním průčelí. Kvůli efektu architektonického pojetí bylo upuštěno od tradičního umístění presbytáře východním směrem a průčelí obrácené směrem na náměstí bylo navíc obohaceno dvěma věžemi. Malířská výzdoba doplněná bohatou barokní štukaturou pochází z počátku 18. století, hlavní oltář z let 1716–1717 je dílem Jana Hiebela.
Bezprostředně na presbytář kostela navazovala budova latinského gymnázia, součástí jezuitského areálu byla také kolej v Balbínově ulici. Významnou památkou jsou katakomby pod západní částí kostela, budované společně s chrámem v letech 1656-1676. Katakomby byly určeny jako pohřebiště pro příslušníky jezuitského řádu a mecenáše z řad šlechty a měšťanů.